# Вестланд F7/30
Вестланд F7/30 (енгл. Westland F7/30) је британски ловачки авион. Први лет авиона је извршен 1934. године. 

Највећа брзина у хоризонталном лету је износила 299 km/h. Размах крила је био 11,7 метара а дужина 8,99 метара. Био је наоружан са четири митраљеза калибра 7,7 милиметара Викерс.

## Наоружање
| Наоружање авиона: Вестланд     |          |
| Ватрено (стрељачко) наоружање  |          |
| Топ                            |          |
| Митраљез                       |          |
| Број и ознака митраљеза        | 4 Викерс |
| Калибар                        | 7,7      |
| Бомбардерско наоружање (бомбе) |          |
| Ракетно наоружање (ракете)     |          |